# Someday Came Suddenly
Someday Came Suddenly è l'album di debutto del gruppo musicale statunitense Attack Attack!, pubblicato l'11 novembre 2008 dalla Rise Records.

## Tracce
1. Hot Grills and High Tops – 0:41
2. Stick Stickly – 3:22
3. Bro, Ashley's Here – 3:17
4. Shred, White & Blue – 2:35
5. Party Foul – 2:36
6. What Happens If I Can't Check My Myspace When We Get There? – 2:35
7. Interlude – 2:06
8. The People's Elbow – 2:37
9. Kickin' Wing, Animal Doctor – 2:27
10. Dr. Shavargo, Pt. 3 – 3:41
11. Catfish Soup – 2:57
12. Outro – 1:23

## Formazione
- Austin Carlile - voce death
- Andrew Whiting - chitarra solista
- Johnny Franck - chitarra ritmica, voce melodica
- John Holgado - basso
- Andrew Wetzel - batteria, percussioni
- Caleb Shomo - tastiera, sintetizzatore, programmazione, voce secondaria